# Toni Haßmann
Toni Haßmann (* 4. November 1975 in Lienen, Nordrhein-Westfalen) ist ein deutscher Springreiter und dreifacher Derbysieger.

## Werdegang
Haßmanns Eltern hatten vier Söhne, er wurde als zweitältester 1975 geboren. Als sein ältester Bruder neunjährig überfahren wurde, konzentrierten sich seine Eltern darauf, Toni Haßmann das Reiten beizubringen.
Bereits in jungen Jahren konnte Haßmann internationale Erfolge sammeln, so wurde er als Ponyreiter deutscher Vizemeister (1990), Bronzemedaillengewinner der deutschen Meisterschaften der Springreiter-Junioren 1991 und 1992 und Silbermedaillengewinner in der Einzelwertung der Junioren-Europameisterschaften 1993. Als junger Reiter wurde er 1995 Europameister seiner Altersklasse.
Toni Haßmann wurde zum Pferdewirt, Schwerpunkt Reiten, ausgebildet und war Absolvent der Bundeswehrsportschule in Warendorf. Einen Rückschlag in seiner Karriere erlitt Haßmann, als sich sein früherer Chef, der Mobilcom-Gründer Gerhard Schmid, im Jahr 2003 von seinen Pferden trennte.
Seit dem 1. Juli 2003 war er Chefbereiter auf Gut Berl in Sendenhorst, der Anlage von Hendrik Snoek. Hier übernahm er die Pferde, die zuvor Markus Merschformann geritten hatte. Mit diesen feierte er eine Vielzahl von Erfolgen.
Haßmann siegte in den Jahren 2004 bis 2006 jeweils auf Collin beim traditionsreichen Deutschen Springderby in Hamburg-Klein Flottbek, einem der anspruchsvollsten Springreitturniere der Welt. Damit ist er neben dem Brasilianer Nelson Pessoa (1992 bis 1994 auf Vivaldi) der einzige Springreiter, dem drei Siege in Folge gelangen. Seinen nach eigener Aussage bisher größten Erfolg hatte er im Jahr 2009 mit dem Sieg des Großen Preises bei der Vincenzo Muccioli Challenge in San Patrignano (CSI 5*) mit Lolita H.
Bis zur letztmaligen Austragung der Mannschaftswertung der Riders Tour 2006 ritt er für das AMG-La Silla Team.
Ende Dezember 2010 verließ er Gut Berl und war anschließend auf der Anlage des DOKR in Warendorf tätig. Seine Nachfolgerin in Sendenhorst war von 2011 bis 2014 Katrin Eckermann. Seit April 2017 ist er für Ausbildung und Vermarktung der Springpferde der Hengststation Beckmann in Wettringen zuständig, daneben ist er seit Jahren auf freiberuflicher Basis für das Westfälische Pferdestammbuch tätig.
Zuletzt im Jahr 2015 war Toni Haßmann Teil des deutschen B-Kaders der Springreiter.

## Privates
Toni Haßmann war verheiratet und hat aus dieser Ehe eine Tochter Angelina Haßmann (* 2006). Im April 2019 wurde seine gemeinsame Tochter mit Clarissa Crotta geboren.
Sein Bruder Felix Haßmann ist ebenfalls Springreiter.

## Erfolge

### Championate und Weltcup
- Europameisterschaften:
  - 1993, Wörthersee (Junioren): mit Royal C 2. Platz im Einzel
  - 1994, Millstreet (Junge Reiter): mit Walloony 20. Platz im Einzel
  - 1995, Babenhausen (Junge Reiter): mit La Zarras 1. Platz im Einzel und 3. Platz mit der Mannschaft
  - 1996, Klagenfurt (Junge Reiter): mit La Zarras 9. Platz im Einzel und 1. Platz mit der Mannschaft

- Weltcup-Finale:
  - 2002, Leipzig: 6. Platz mit Goldika
  - 2003, Las Vegas: 14. Platz mit Goldika
  - 2004, Mailand: 25. Platz mit Camirez B[10]

- Deutsche Meisterschaft:
  - 1990: 2. Platz im Einzel der Ponyreiter mit My Lord
  - 1991: 3. Platz im Einzel der Junioren mit Gringo
  - 1992: 3. Platz im Einzel der Junioren mit Gringo[11]
  - 2019: 7. Platz in der Herrenwertung mit Contendrix

- Westfälische Meisterschaften (unvollständige Liste):
  - 2016, Greven-Bockholt: 3. Platz in der Herrenwertung mit Channing L[12]
  - 2017, Steinhagen: 2. Platz mit Bien Aimee de la Lionne[13]
  - 2018, Steinhagen: 1. Platz mit Channing L[14]

- Deutschen Springderby:
  - 2004: 1. Platz mit Collin
  - 2005: 1. Platz mit Collin
  - 2006: 1. Platz mit Collin

### Weitere Erfolge
- 1999: 1. Platz im Großen Preis von Bremen
- 2000: 1. Platz im Großen Preis von Münster
- 2001: 1. Platz im Großen Preis von Spangenberg mit Landstreicher
- 2002: 1. Platz in der Weltcupprüfung (Westeuropaliga) in Göteborg, weitere Siege in den Großen Preisen von Aach und von London, alle drei mit Goldika
- 2003: 1. Platz in den Großen Preisen von Bremen mit Cyrenaika FRH, von La Coruna mit Camirez B und von Helsinki mit Le Patron
- 2004: 1. Platz in der Weltcupprüfung (Westeuropaliga) von Verona mit Lolita H, 2. Platz in der Weltcupprüfung (Westeuropaliga) von Bordeaux mit Le Patron, 1. Platz im Großen Preis von Paris-Port de Versailles (CSI 4*) mit Camirez B
- 2006: 2. Platz in der Weltcupprüfung (Westeuropaliga) von Vigo mit Lolita H, 1. Platz im Championat von Hamburg (CSI 4*) mit Classic H
- 2007: 2. Platz im Championat von Münster beim Turnier der Sieger (CSI 4*) mit Laceful
- 2008: Sieger im Berufsreiterchampionat in Bad Oeynhausen, 3. Platz im Großen Preis von Münster (Halle Münsterland) mit Laceful
- 2009: 1. Platz im Championat von Mannheim mit Laceful, 2. Platz im Großen Preis von Nantes (CSI 3*) mit Queen Liesa, 1. Platz im Großen Preis von Dublin (CSIO 5*) mit Lolita H, 1. Platz im Großen Preis bei der Vincenzo Muccioli Challenge in San Patrignano (CSI 5*) mit Lolita H
- 2010: 2. Platz im Großen Preis von Münster (CSN Halle Münsterland) mit Laceful, 4. Platz im Nationenpreis von Bratislava (CSIO 3*) mit Baron
- 2013: 1. Platz im Großen Preis von Schwerin (CSN, Klasse S***) mit Cotopaxi, 1. Platz im Großen Preis von Borken (CSN, Klasse S**) mit Gustavsson
- 2014: 3. Platz im Großen Preis der Bundesrepublik (CSI 3* Dortmund / Masters-League-Finale) mit Contact van de Heffinck, 1. Platz im Großen Preis von Werne-Lenklar (CSN, Klasse S***) mit Classic Man V, 1. Platz im Großen Preis von Wiesbaden (CSI 3*) mit Classic Man V, 1. Platz im Großen Preis von Steinhagen (CSI 1*) mit Classic Man V, 2. Platz im Großen Preis von Niedersachsen (CSI 2* Allersehl) mit Classic Man V, 1. Platz im Großen Preis von Donaueschingen (CSI 3*) mit Classic Man V
- 2015: 1. Platz im Großen Preis von Münster beim K+K Cup mit Classic Man V, 3. Platz im Großen Preis von Braunschweig (CSI 4*) mit Crocant
- 2016: 1. Platz im Großen Preis von Lenklar (Klasse S***) mit Bien Aimee de la Lionne
- 2017: 3. Platz im Großen Preis des K+K Cups Münster (Klasse S***) mit Bien Aimee de la Lionne, 1. Platz im Großen Preis von Lenklar (Klasse S***) mit Bien Aimee de la Lionne[15], 3. Platz im Großen Preis von Paderborn (CSI 3*) mit Bien Aimee de la Lionne, 1. Platz im Großen Preis von Sachsen (Chemnitz, Klasse S***) mit Channing L
- 2018: 2. Platz im Großen Preis von Gahlen (Klasse S***) mit Channing L, 1. Platz mit der Mannschaft Westfalens bei der Deutschen Meisterschaft der Landesverbände im Rahmen der Löwen Classics mit Contendrix, 3. Platz im Großen Preis von Werne-Lenklar (Klasse S***) mit Channing L, 1. Platz im Großen Preis von Steinhagen (Klasse S***) mit Contendrix, 4. Platz im Großen Preis eines CSI 3* in Vilamoura mit Contendrix
- 2019: 3. Platz im Großen Preis eines CSI 2* in Opglabbeek mit Contendrix, 1. Platz im Großen Preis von Sachsen (Chemnitz, Klasse S***) mit Contendrix
- 2020: 2. Platz im Großen Preis von Gahlen (Klasse S***) mit Contendrix

(Stand: 12. Januar 2020)
Hinzu kamen bis 2009 eine Vielzahl von Platzierungen mit der deutschen Mannschaft bei Nationenpreisen.

## Erfolgreiche Pferde

### Aktuelle
- Contendrix (* 2010), dunkelbrauner Holsteiner Hengst, Vater: Contendro I, Muttervater: Carinjo; bis 2017 von Mściwoj Kiecoń geritten[17]
- Gin Tonic SR (* 2017), Westfale dunkelbrauner Wallach, Vater: Hickstead White, Muttervater: For Pleasure
- Queen D'or BC (* 2016), Belgisches Warmblut braune Stute, Vater: Cor de la Bryère, Muttervater: Lagos
- Magic Spirit (* 2014), Oldenburger Springpferd schwarzbrauner Wallach, Vater: Monte Cain, Muttervater: DSP Con Spirit
- Sacramento Gold (* 2013), Westfale brauner Hengst, Vater: Stakkato Gold, Muttervater: Cornet Obolensky

### Ehemalige

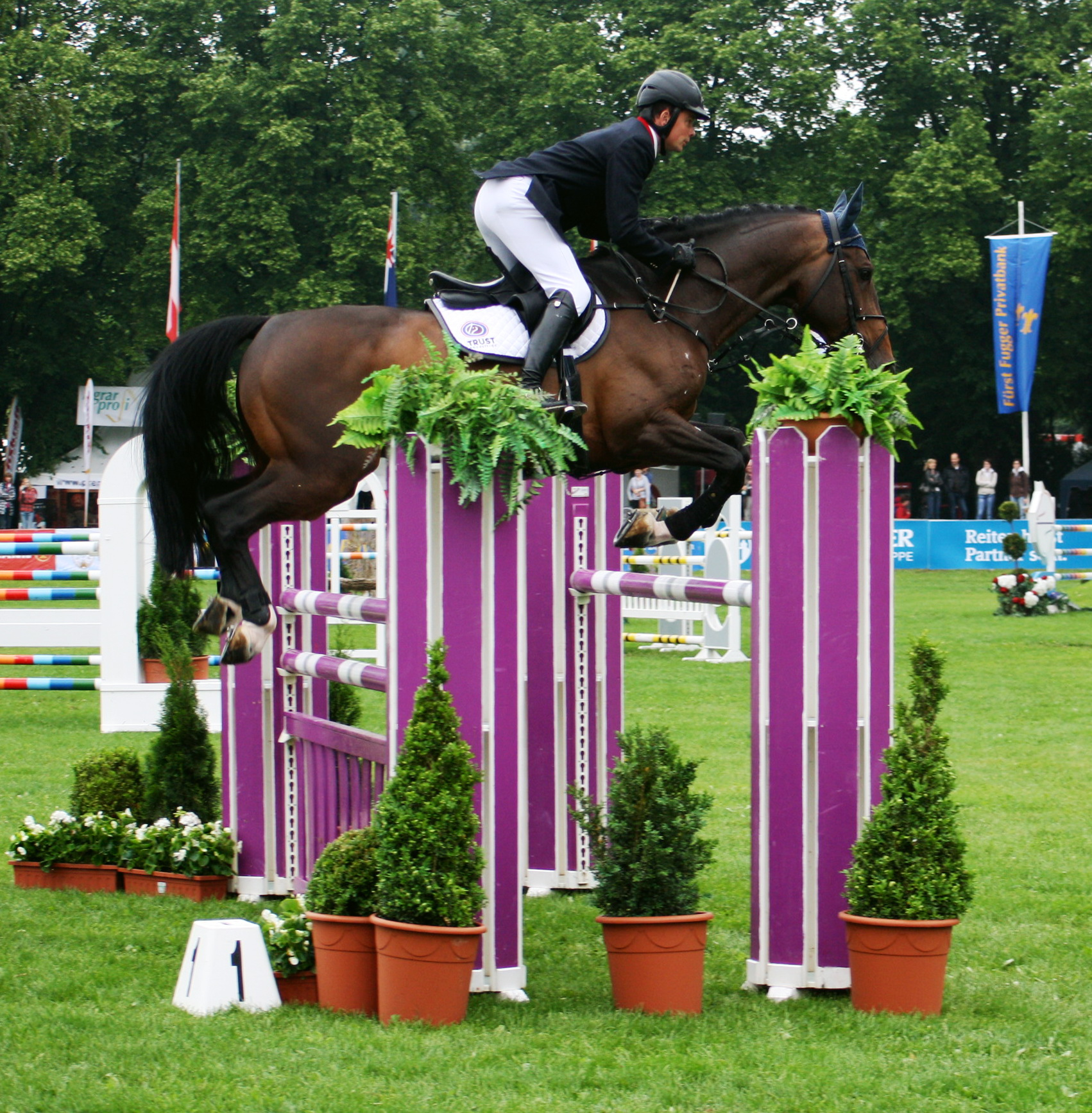
Toni Haßmann mit Contact, Pferd International München-Riem 2011

- Meurer's Le Patron (* 1990, ursprünglich Le Patron 4), brauner Holsteiner Wallach, Vater: Lord Liberty, Muttervater: Zeus; zuvor von René Tebbel geritten, zuletzt im Februar 2006 im internationalen Sport eingesetzt, Besonderheit: Pferd mit extremer Wasserphobie, dessen vermeintliche Therapierung Andrea Kutsch erhebliche mediale Aufmerksamkeit bescherte[18][19][20][21]
- Goldika 559 (* 1992), braune Holsteiner Stute, Vater: Cor de la Bryère, Muttervater: Lagos, bis 2003 von Haßmann geritten, anschließend – von McLain Ward geritten[22][23][24][25]
- Collin 7 (* 1994), brauner Holsteiner Wallach, Vater: Contender, Muttervater: Landgraf I, zuletzt im Oktober 2007 im internationalen Sport eingesetzt[26][27]
- Cyrenaika FRH (* 1994), braune Hannoveraner Stute, Vater: Cheenook, Muttervater: Lanthan, bis 2003 von Toni Haßmann geritten, anschließend bis in das Jahr 2008 von Philippe Leoni geritten[28][29]
- Laceful (* 1994), Zangersheider Dunkelfuchs-Stute, Vater: Lauriston, Muttervater: Pilot, im Gestüt Lewitz gezogen[30][31], zuletzt im März 2010 im internationalen Sport eingesetzt
- Lolita H (* 1996), dunkelbraune Oldenburger Stute, Vater: Achill-Libero H, Muttervater: Grannus-Granit, verletzungsbedingt von Anfang 2007 bis Anfang 2009 nicht im Turniersport vorgestellt, ab 2011 von Katrin Eckermann geritten[32][33], zuletzt im Januar 2012 von Katrin Eckermann im internationalen Sport eingesetzt
- Queen Liesa (* 1996, ursprünglich Liesa I), braune Holsteiner Stute, Vater: Quidam de Revel, Muttervater: Cor de la Bryere, 2011 von Lorenzo de Luca geritten[34][35]
- Baron PKZ (* 2002), brauner Oldenburger Hengst, Vater: Baloubet du Rouet, Muttervater: Contender; 2012 bis 2013 von Björn Nagel geritten[36], zuletzt im August 2013 von Björn Nagel im Sport eingesetzt
- PKZ Contact van de Heffinck (* 2002), brauner Holsteiner Hengst, Vater: Concept, Muttervater: Corrado I[37], zuletzt im April 2017 von Freek Vestjens im internationalen Sport eingesetzt
- Bien Aimee de la Lionne NRW (* 2006), Westfale brauner Wallach, Vater: Balou du Rouet, Muttervater: Pit I; ab 2018 von Sebastian Karshüning geritten[38], seit Juni 2022 von Mara von Bohlen geritten
- Channing L NRW (* 2008), Westfale brauner Wallach, Vater: Cornet Obolensky, Muttervater: Dinrad L; ab 2019 von Calvin Böckmann geritten[39], zuletzt im Mai 2021 von Olivia Pitt im internationalen Sport eingesetzt